# Skanled (gazociąg)
Skanled – planowany gazociąg podmorski mający biec z Norwegii do Danii i Szwecji.
Jego długość miała wynosić 463 kilometry. Gazociąg rozpoczynać się miał od instalacji w Kårstø (jedyny punkt wejścia), gdzie połączony miał być z siecią przesyłową Europipe II. Przewidywanych było 5 punktów wyjścia: Rafnes (Norwegia), Lysekil, Vallby Kile, Bua (Szwecja), Jutlandia (Dania).
Faza III (projektowa) miała potrwać do października 2009 r., kiedy miała zapaść ostateczna decyzja o uruchomieniu środków.
20 czerwca 2007 PGNiG SA przystąpiło i objęło nieodpłatnie 15% udziałów w konsorcjum budującym gazociąg. W lutym 2009 władze w Oslo wsparły projekt kierując do konsorcjum budującego gazociąg państwową firmę Petoro. PGNiG zadeklarowało, iż chce by planowanym rurociągiem popłynął gaz z przeznaczeniem na polskie potrzeby w ilości 2,5 mld m³ rocznie. Po połączeniu z planowanym gazociągiem Baltic Pipe zwiększyłoby to bezpieczeństwo energetyczne Polski.
Projekt został zawieszony w kwietniu 2009 roku z uwagi na ryzyka i zjawiska w globalnej gospodarce.